# (22195) Nevadodelruiz
(22195) Nevadodelruiz est un astéroïde de la ceinture principale, de la famille de Hungaria.

## Description
(22195) Nevadodelruiz est un astéroïde de la ceinture principale, de la famille de Hungaria. Il présente une orbite caractérisée par un demi-grand axe de 1,90 UA, une excentricité de 0,03 et une inclinaison de 23,7° par rapport à l'écliptique.

## Compléments